# Muy deficiente
Muy deficiente es el segundo álbum de estudio de Platero y Tú, grabado entre febrero y marzo de 1992, y publicado el 12 de junio de 1992 por el sello discográfico DRO.
Cuenta con la colaboración de Rosendo, quien canta en el tema "Sin solución", y de Ángel Muñoz "El Reverendo", quien toca el Órgano Hammond en "Cantalojas". También colaboraron Arma Joven, quienes hacían los coros en "Rompe los cristales" junto con Sergio Muñoz, técnico de sonido que grabó el disco. A pesar de contener los que luego serían algunos de los mayores éxitos de la banda, en su día tuvo bastante menor repercusión de la esperada, teniendo que esperar hasta el siguiente disco (Vamos tirando) para consolidarse en el mercado como uno de los más grandes grupos de rock del panorama nacional.

## Lista de canciones
| N.º | Título                 | Escritor(es)                | Duración |  |
| 1.  | «El roce de tu cuerpo» | Fito / Iñaki / Juantxu      | 4:12     |  |
| 2.  | «Rompe los cristales»  | Fito / Iñaki                | 3:41     |  |
| 3.  | «Esa chica tan cara»   | Fito / Iñaki                | 4:24     |  |
| 4.  | «Estás solo»           | Fito / Iñaki                | 3:12     |  |
| 5.  | «Sin solución»         | Fito / Iñaki                | 6:28     |  |
| 6.  | «No hierve tu sangre»  | Iñaki Antón / Fito Cabrales | 3:15     |  |
| 7.  | «Contaminamos»         | Anónimo                     | 3:17     |  |
| 8.  | «Meando en la pared»   | Fito Cabrales / Iñaki Antón | 2:19     |  |
| 9.  | «Desertor»             | Fito Cabrales / Iñaki Antón | 5:17     |  |
| 10. | «Cantalojas»           | Fito Cabrales / Iñaki Antón | 6:02     |  |

## Sencillos
De este álbum se extrajeron en el mismo año de su publicación los siguientes sencillos:
- "Rompe los cristales", edición en vinilo, conteniendo el tema "Rompe los cristales"
- "El roce de tu cuerpo", edición en vinilo, conteniendo los temas "El roce de tu cuerpo" y "Cantalojas"
- "Sin solución", edición en vinilo, conteniendo los temas "Sin solución" y "Esa chica tan cara".